# Enterprise (Alabama)
Pour les articles homonymes, voir Enterprise.

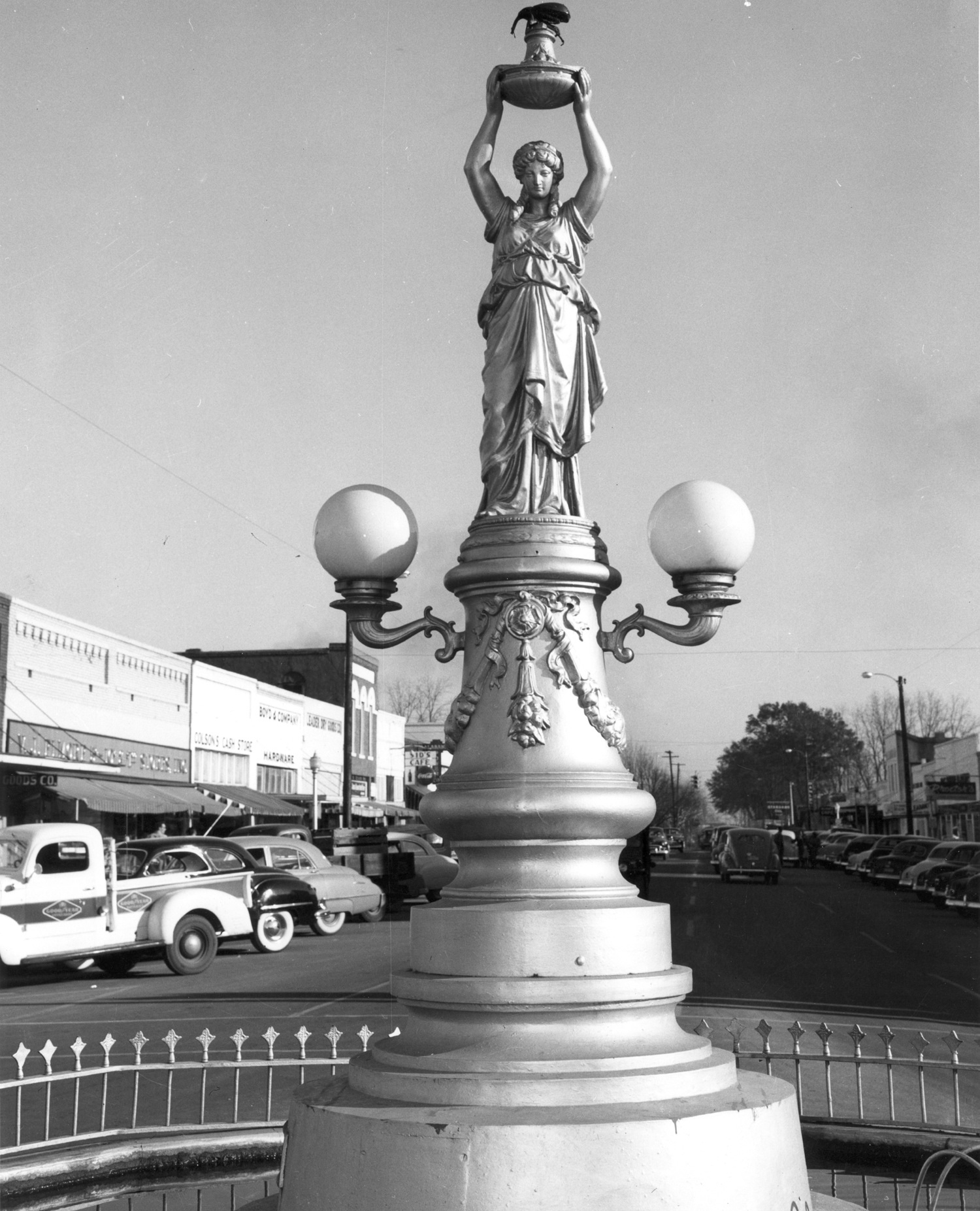
Monument à la gloire du charançon du coton

Enterprise est une ville des États-Unis située dans le comté de Coffee (Alabama). Elle est localisée à 31° 19′ 39″ N, 85° 50′ 40″ O, et s'étend sur 80,3 km². En 2010, la population était évaluée à 26 562 personnes.
Enterprise est célèbre pour sa grande statue représentant une figure mythologique féminine, les bras tendus, exhibant une grande reproduction du charançon du cotonnier. Cette statue commémore l'apparition de ce ravageur, en 1915, qui a obligé les habitants à changer leur production agricole : ils se sont alors spécialisés dans la culture de l'arachide, et ce changement a apporté la prospérité à la ville. C'est le seul exemple connu au monde d'une sculpture à la gloire d'un insecte nuisible. 

## Histoire du monument
Il est inauguré le 11 décembre 1919. En 1915, le charançon arrive du Mexique et du Texas et ravage bientôt les champs de coton et ruine les cultivateurs. H.M. Sessions, constatant cette situation, estime que ce pourrait être l'occasion de convertir la région à la culture de l'arachide. En 1916, il convainc C.W. Baston, un fermier endetté, de se lancer dans l'aventure.
La première récolte permet aux deux hommes de rembourser toutes leurs dettes, réussite qui incite d'autres fermiers à se lancer également dans la culture de l'arachide. Mais, même lorsque la culture du coton peut reprendre, les fermiers ont compris la leçon et continuent à diversifier leurs cultures.
C'est un certain Bon Fleming qui propose de construire le monument. La statue, sans le charançon, est construite en Italie pour 1 795 dollars. Le bassin où coule la fontaine monte la facture à 3 000 dollars, payés par Fleming et par d'autres contributeurs. La sculpture du charançon est ajoutée trente ans plus tard, lorsque Luther Baker pense que le monument consacré au charançon doit présenter un charançon. Il réalise le charançon et l'attache à la place de la fontaine qui n'était alors plus en service.
La sculpture du charançon, et parfois même le monument entier, a été volée à de nombreuses reprises, et à chaque fois retrouvée et restaurée par les habitants de la ville, jusqu'au 11 juillet 1998. Cette fois-là, les vandales volent le charançon en découpant les mains de la statue, l'endommageant définitivement. Les responsables de la ville voulaient réparer la statue originale et la remettre en place, mais cela a été estimé trop difficile et trop coûteux. C'est donc une reproduction qui est au centre de la ville, l'original étant exposé au musée de la ville, et elle est surveillée par une caméra de surveillance afin de la soustraire à tout nouveau vandalisme.

## Littérature
Enterprise et ses habitants rongés par le spleen sont décrits dans le troisième chapitre du récit de Douglas Kennedy, Au pays de Dieu.

## Démographie
| 1900 | 1910  | 1920  | 1930  | 1940  | 1950  | 1960   | 1970   |
| ---- | ----- | ----- | ----- | ----- | ----- | ------ | ------ |
| 610  | 2 322 | 3 013 | 3 702 | 4 353 | 7 288 | 11 410 | 15 591 |

| 1980   | 1990   | 2000   | 2010   | - | - | - | - |
| ------ | ------ | ------ | ------ | - | - | - | - |
| 18 033 | 20 123 | 21 178 | 26 562 | - | - | - | - |

## Personnalités
- Michael McDowell (1950-1999), écrivain, auteur notamment de Blackwater.